# Маранта, Бартоломео
Бартоломео Маранта (1500 — 24 марта 1571) — итальянский врач, ботаник и теоретик литературы.
Название семейства многолетних растений марантовые образовано от названия рода Маранта (Maranta), названного в его честь. Его имя также носит улица в Риме.

## Биография
Маранта родился в Венозе в 1500 или в 1514 году в семье адвоката. Закончил обучение в Неаполе. Примерно в 1550 году он переехал в Пизу, где стал учеником ботаника и врача Луки Гини.
С 1554 до 1556 года он работал в ботаническом саду Неаполя, основанном Джаном Винченцо Пинелли, а около 1568 года принимал участие в создании ботанического сада в Риме.
Он был другом натуралиста Улиссе Альдрованди, сохранилось 22 письма из их переписки. Маранта также был другом и соперником Пьетро Андреа Маттиоли. Они спорили, кто из них будет наследовать документы и гербарий Луки Гини. Бартоломео Маранта умер 24 марта 1571 года в городе Мольфетта.

## Медицина и ботаника
Маранта был врачом герцога Мантуи, а впоследствии кардинала Бранда Кастильони. Он объединил свои интересы в медицине и ботанике в труде «Methodi cognoscendorum simplicium» (1559), в которой он систематизировал ботаническую фармакологию по номенклатуре, видовой идентификации и лечебными свойствами.
Среди наиболее известных трудов Маранты его трактат о противоядиях — «Della theriaca et del mithridato» (в 2 томах, 1572).